# 和泉市立郷荘中学校
和泉市立郷荘中学校（いずみしりつごうしょうちゅうがっこう）は、大阪府和泉市にある公立の中学校である。
創立25周年を期に学校のトイレを快適にするためのリニューアル工事をおこない日本トイレ協会主催の第15回グッドトイレ10入賞を果たしている。

## 沿革
- 1973年4月1日 開校
  - 校名はかつての村名である泉北郡郷荘村より。ただし、もと国府村である和気町と小田町を校区に含む。

## 通学区域
- 和泉市立芦部小学校、和泉市立和気小学校の通学区域

## 出身者
- 菅崎茜
- 常道啓史（2700）
- 中埜勝之（クリエイティブディレクター）
- 桑原将志(横浜DeNAベイスターズ野手）
- 木下憂朔(総合格闘家)